# Missis Austria
Missis Austria ist ein jährlicher nationaler Schönheitswettbewerb in Österreich. An ihm können Frauen teilnehmen, die die Kriterien zur Miss Austria nicht erfüllen. Das heißt, sie dürfen verheiratet sein, Kinder haben und die Altersgrenze von 26 Jahren überschreiten. Der Wettbewerb wird seit 1995 von der Miss Austria Corporation ausgetragen. Die Gewinnerinnen können an der Wahl zur Mrs. World teilnehmen.

## Siegerinnen
| Jahr | Missis Austria                                     | Bundesland       |
| ---- | -------------------------------------------------- | ---------------- |
| 1995 | Eva Zellhofer                                      | Vorarlberg       |
| 1996 | Sabine Wild (ehemalige Sabine Knas)                | Salzburg         |
| 1997 | Gerlinde Brunner (ehemalige Gerlinde Götzendorfer) | Salzburg         |
| 1998 | Petra Hochbein                                     | Salzburg         |
| 1999 | Aida Kaupert                                       | Wien             |
| 2000 | Edith Hermes                                       | Oberösterreich   |
| 2001 | Bianca Fartek                                      | Vorarlberg       |
| 2002 | Sylvia Culina                                      | Vorarlberg       |
| 2003 | Katja Kronig-Gruber                                | Kärnten          |
| 2004 | Karin Wobak                                        | Kärnten          |
| 2005 | Liliane Tomic                                      | Vorarlberg       |
| 2010 | Isabella-Theresa Soprano                           | Niederösterreich |